# Louise Antonini
Louise Antonini (* 30. Mai 1771 in Ajaccio, Korsika; † 26. Juni 1861 in Nantes, Frankreich) war eine französische Korsarin und Soldatin.

## Leben
Louise Antonini war die Tochter von Pierre-Jean Antonini und Louise Le Boucle. Das Paar hatte neben Louise zwei weitere Kinder. Die älteste Tochter trat in ein Kloster im bretonischen Quimperlé ein, der Sohn starb kurz darauf an Bord eines Kriegsschiffs. Über das Schicksal der Mutter ist nichts bekannt. Als Waise kam die kaum zehnjährige Louise nach Frankreich in die Bretagne, wo die Familie Verwandte hatte.
Mit 21 verkleidete sie sich 1792 als Mann und heuerte in Lorient als Luis Antonini auf der Fregatte La Cornélie an, die als Freibeuter in französischem Dienst in die Karibik segelte. Im Rahmen der Eroberungskriege zwischen Frankreich und England um die karibischen Inseln nahm Louise als Korsarin an zahlreichen Kämpfen auf See und an Land teil. Inspiriert von den Idealen der Französischen Revolution kämpfte sie für die Unabhängigkeit und Freiheit schwarzer Sklaven auf Haiti.
1804, bei ihrer Rückkehr aus Santo Domingo, griff eine englische Fregatte das Schiff an, auf der Louise segelte und zwang es, die Flagge zu streichen. Louise wurde, immer noch als Mann verkleidet, nach Plymouth gebracht und dort achtzehn Monate lang in einer Hulk gefangen gehalten. Wenn sie sich als Frau zu erkennen gegeben hätte, wäre sie vielleicht freigelassen oder in ein anderes Gefängnis gebracht worden, aber sie zog es vor, weiterhin versteckt als Mann zu leben.
Im Rahmen eines Gefangenenaustauschs kam Louise 1806 frei. Sie kehrte nach Frankreich zurück, trat in das 70. Infanterieregiment ein, wo sie Korporal wurde und später Sergeant. Während eines Einsatzes in Portugal wurde sie 1808 in der Schlacht von Roliça schwer verwundet. Da bei der Versorgung der Wunden ihre Tarnung aufflog, musste sie die Armee verlassen. Sie erhielt eine Abfindung und kehrte nach Brest zurück.
Ihre genauen Lebensumstände in den folgenden Jahren sind nicht genau bekannt. Offenbar arbeitete sie zwanzig Jahre oder länger in einer Ziegelei in Brest. Sie erhielt eine Rente vom Kriegsministerium und wurde mit dem Kreuz der Ehrenlegion ausgezeichnet.
Im Dezember 1838 empfahl ihr ehemaliger Oberst, Feldmarschall Janin, Louise Antonini dem guten Willen des Generalkommandanten der 13. Division militaire mit der Bitte, die ihr im April zugesprochene Unterstützung zu erneuern:

« Mon général
La demoiselle Louise Antonini, fille d’un ancien officier supérieur de la Corse, qui elle-même a servi, comme marin, sur les vaisseaux de l’État, puis comme soldat, caporal et sergent, dans le 70 de ligne (que j’ai commandé momentanément à l’armée de Portugal), a été libérée du service parsuite d’une blessure qu’elle a reçue au feu. L’année dernière, un secours de M. le Ministre de la guerre lui fut accordé, suivant la lettre de votre prédécesseur, en date du 4 avril 1838, n° 1778.

J’ai l’honneur de vous prier, mon Général, de renouveler cette demande de secours et de joindre à l’appui le certificat du maire de Brest. Cette femme est on ne peut plus recommandable, non seulement par ses antécédents, mais par sa conduite; quoique privée de tout moyen d’existence, elle est venue en aide à une famille aussi pauvre et aussi malheureuse qu’elle.

30 décémbre 1838
Le maréchal de camp,
JANIN »

Louise Antonini starb im Juni 1861 im Alter von 90 Jahren im Hôtel-Dieu in Nantes.
Nach ihr ist in Nantes im Stadtteil Dervallières-Zola eine Straße benannt.